# 그루지 매치
《그루지 매치》(영어: Grudge Match)는 2013년 공개된 미국의 스포츠 코미디 영화이다.
원래는 2014년 1월 10일에 개봉될 예정이었으나 2013년 12월 25일로 옮겨졌다.

## 줄거리
왕년에 라이벌이었던 피츠버그 출신 권투 선수들 헨리 "레이저" 샤프와 빌리 "더 키드" 맥도넌은 서로에게 한 번씩 패배를 안겨준 후 재대결을 앞두고 레이저가 갑작스럽게 은퇴를 선언하면서 앙숙이 된다. 이로 인해 키드는 큰 돈을 날리고 분노한다.
세월이 흘러 돈이 궁해진 레이저에게 비디오 게임 모션 캡처 섭외가 들어온다. 과거 레이저를 경제적으로 몰락시킨 장본인인 단테이 슬레이트 시니어의 아들 단테이 슬레이트 주니어의 제안이지만, 레이저는 옛 트레이너 라이트닝을 돌볼 비용과 빚 때문에 어쩔 수 없이 이를 수락한다.
촬영장에서 레이저는 역시 단테이에게 섭외된 키드와 마주치고, 둘은 싸움을 벌인다. 이 싸움 영상이 유튜브에 퍼지면서 화제가 되자 단테이는 레이저와 키드의 마지막 대결을 "원한의 날"이라는 이름으로 기획한다.
레이저는 돈 때문에, 키드는 과거의 자존심을 되찾기 위해 이 대결을 받아들인다. 대결 발표 기자 회견에서 레이저는 과거 키드와 바람을 피웠던 전 여자친구 샐리로즈와 재회한다. 한편 레이저는 라이트닝의 도움을 받아 훈련을 시작하고, 키드는 샐리와의 사이에서 가진 생물학적 아들 B. J.의 도움을 받아 훈련에 매진한다.
라이트닝은 레이저의 한쪽 눈이 실명된 사실을 알게 되고 샐리와 함께 대결을 말리려 하지만 레이저는 결심을 굽히지 않는다. 대결 전날 키드는 손자 트레이를 데리고 바에 갔다가 트레이를 위험에 빠뜨리는 사고를 치고, 이 일로 B. J.와 갈등을 겪지만 곧 화해한다.
마침내 시작된 대결에서 키드는 레이저의 실명된 한쪽 눈 덕분에 우위를 점한다. 하지만 레이저의 눈 상태를 알게 되자 실명된 눈에서 이점을 얻는 걸 중단하기로 하고 쓰러진 레이저를 일으켜 세운다. 그 뒤엔 레이저가 승세를 잡지만 레이저 역시 키드가 녹아웃될 뻔 했을 때 그를 부축해 일어서게 한다. 결국 경기는 판정으로 넘어가고, 레이저가 근소한 차이로 승리한다. 레이저는 샐리, 라이트닝과 함께 승리를 축하하고, 키드는 B. J.와 트레이가 자신을 자랑스러워하는 모습을 보며 만족한다.
쿠키 영상에서는 키드가 댄스 경연 프로그램에서 활약하는 모습을 레이저, 라이트닝, 단테이가 함께 시청하고, 단테이는 마이크 타이슨과 이밴더 홀리필드의 재대결을 추진하려다가 타이슨의 화를 산다.

## 출연진
- 실베스터 스탤론 - 헨리 "레이저" 샤프 역
- 로버트 드니로 - 빌리 "더 키드" 맥도넌 역
- 케빈 하트 - 단테이 슬레이트 주니어 역
- 앨런 아킨 - 루이스 "라이트닝" 콘런 역
- 킴 베이싱어 - 샐리로즈 헨더슨 역
  - 아일랜드 베이싱어 볼드윈 - 어린 샐리 역
- 존 번솔 - B. J. 역
- LL 쿨 J - 프랭키 브라이트 역
- 앤서니 앤더슨 - "샌드페이퍼 핸즈 씨" 역
- 조이 디애즈 - 마이키 역
- 폴 벤빅터 - 루 커마리 역
- 그리프 퍼스트 - 응급실 의사 역
- 배리 프라이머스 - 바텐더 조이 역
- 로이 존스 주니어 - 본인 역
- 마이크 타이슨 - 본인 역
- 이밴더 홀리필드 - 본인 역

## 기타 제작진
- 배역: 로저 머슨든
- 의상: 메리 E. 보트